# Pala Montefeltro
Die Pala Montefeltro, auch Pala di Brera oder Madonna mit Kind und Heiligen und dem Stifter Federico da Montefeltro, ist ein Altarbild des italienischen Malers Piero della Francesca. Das zwischen 1466 und 1474 entstandene Auftragsgemälde zeigt eine Sacra Conversazione – Maria mit dem  Jesuskind, umgeben von sechs Heiligen und vier Engeln sowie dem Stifter des Bildes, Federico da Montefeltro (Herzog von Urbino).
Es gehört zur Dauerausstellung in der Pinacoteca di Brera in Mailand.

## Geschichte
Das Bild ist vermutlich im Auftrag von Federico da Montefeltro für sein Mausoleum oder seine Grabkapelle entstanden; beides wurde aber nie gebaut. Nach der Vollendung wurde es in der Kirche San Donato degli Osservanti in Urbino aufgestellt und wahrscheinlich erst nach dem Tod des Herzogs in die Osservantenkirche San Bernardino, wo sich sein Grabmal befindet, überführt. 1811 kam das Bild im Zuge der napoleonischen Säkularisation in die Gemäldesammlung der Brera.
Das Bild hat nicht mehr seine ursprünglichen Maße von vermuteten 345 × 190 cm, da es offenbar an allen Seiten beschnitten worden ist. Da die ursprüngliche Rahmung nicht mehr zu rekonstruieren ist, zeigt die Brera das Bild ohne Rahmen.

## Beschreibung

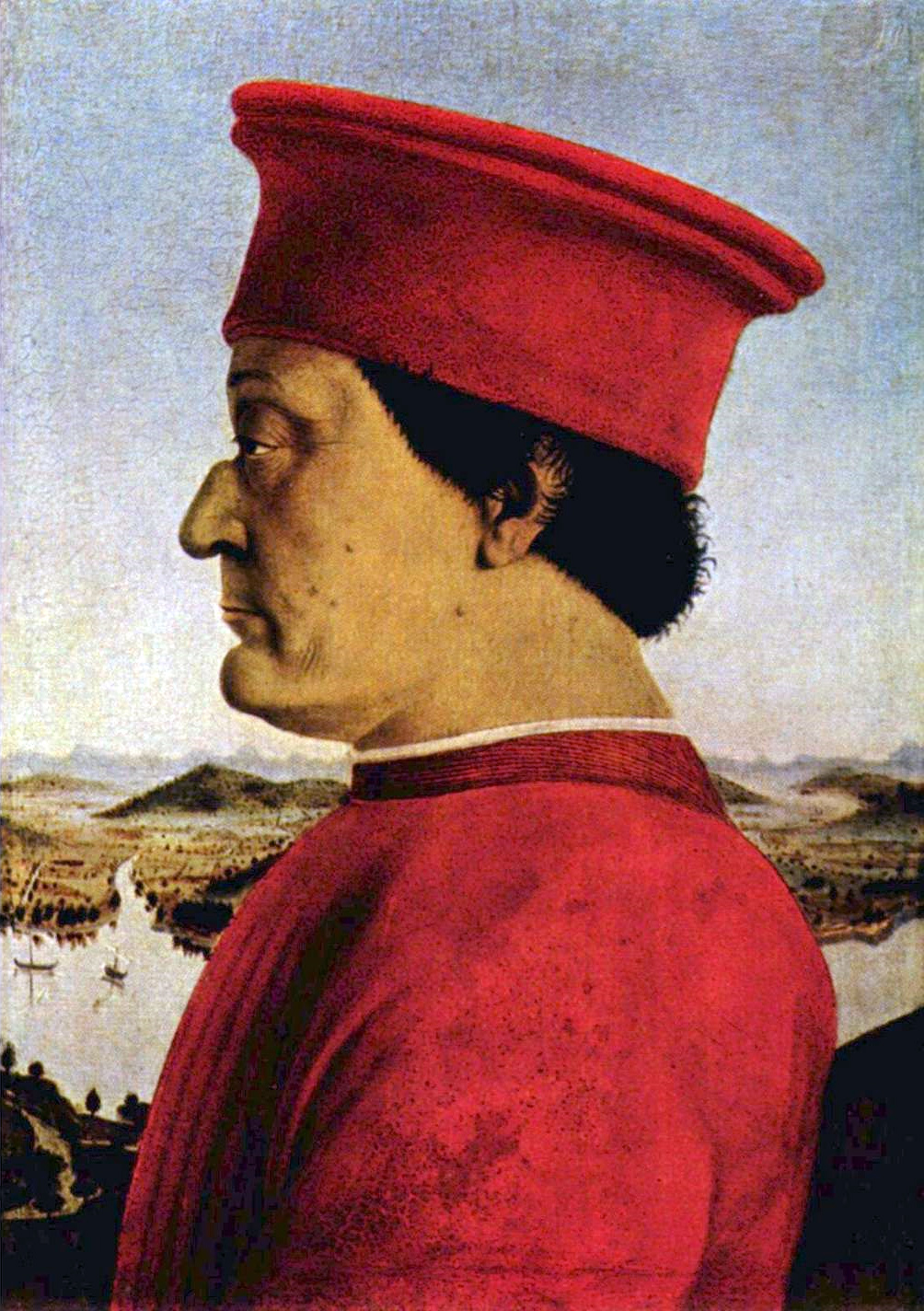
Porträt Federico da Montefeltros von Piero della Francesca, gemalt nach der gleichen Skizze wie der Stifter auf dem Altarbild

Im Zentrum sitzt Maria mit dem schlafenden Kind auf einem Thronsessel, der auf einem mit Teppich bedeckten Podest aufgestellt ist. Sie ist umgeben von sechs Heiligen und vier Engeln. Ganz rechts von ihr steht Johannes der Täufer, der Namenspatron der Frau des Herzogs, Battista Sforza. Er trägt einen Stab in der Hand und zeigt mit seiner Rechten auf den schlafenden Jesusknaben, mit der für ihn kennzeichnenden Geste des Ecce agnus dei. Der ausgemergelte Heilige daneben ist der büßende Hieronymus, der sich mit dem Stein an die nackte Brust schlägt. Der Mönch zwischen den beiden Heiligen wird von Interpreten gelegentlich als der Bußprediger Bernhardin von Siena identifiziert. Auf der anderen Seite der Madonna sind der heilige Franziskus, Petrus Martyr mit seiner Kopfwunde und ein in Grün und Rot gekleideter Evangelist, wahrscheinlich Johannes, aufgereiht. Franziskus, der eines seiner Stigmata zeigt, hält in der Hand ein transparentes, schimmerndes Kreuz aus Gold und Bergkristall, wie es in den Kirchen Oberitaliens beliebt war. Hiermit wird auf den Kreuzestod Jesu verwiesen.
Auf der Stufe hinter dem Thron stehen vier jugendliche Engel. Sie sind gekleidet in prächtige, mit Goldborten besetzte Gewänder, tragen Ketten aus Gold, Perlen und Edelsteinen und jeweils einen mit Juwelen besetzten Stern in ihren kunstvoll gelockten blonden Haaren. Auch Maria trug ursprünglich einen solchen Schmuck im Haar, der jedoch bei der Restaurierung des Bildes durch Pedro Berruguete entfernt worden ist. Marias Haar ist mit einem zarten Schleier bedeckt. Sie ist gekleidet in ein Gewand aus rot-goldenem Brokat mit Granatapfelmuster und einen weiten blauen Mantel, der in schweren Falten auf dem Podest aufkommt. Auf ihren Knien schläft das Jesuskind. Um den Hals trägt es an einer rosenkranzartigen Kette von Korallenkugeln einen Korallenzweig und eine Kristallkugel. Die Kristallkugel in den Händen von Gottvater und Gottsohn symbolisiert die Vollkommenheit der „ungebrochenen höchsten Intelligenz“ (P. E. Schramm). Die Korallen verweisen auf das in der Passion vergossene Blut. Maria hat die Hände zum Gebet gefaltet und die Augen niedergeschlagen. Diese Darstellung von Mutter und Kind, die an eine Pietà denken lässt, spielt an auf den Tod Christi.

### Federico da Montefeltro
Rechts am vorderen Bildrand kniet Federico da Montefeltro in Rüstung und einen kurzen Brokatmantel, dessen Stoff dem Kleid der Madonna ähnelt, und er ist mit dem Schwert gegürtet, während er Helm, Handschuhe und Kommandostab vor sich abgelegt hat. Der Helm zeigt noch die Spuren des Kampfes, bei dem Federico sein rechtes Auge und fast sein Leben verloren hätte. Er erinnert an ein verhängnisvolles Turnier, bei dem der Herzog mit geöffnetem Helm kämpfte, um einer von ihm umworbenen Frau zu imponieren. Wegen dieser Leichtfertigkeit zerschmetterte ihm der Gegner das Nasenbein und stach ihm das rechte Auge aus. Federico hat sich später für seinen Leichtsinn geschämt, bei dem er sein Leben und das Wohl seines Staates aufs Spiel gesetzt hatte. Die Auswahl der Heiligen auf dem Bild, unter denen zumindest der Dominikaner Petrus Martyr ungewöhnlich ist, ist aus dem Geist der Reue und Buße heraus, der den Auftraggeber im Gedanken an den Tod bewegte, zu erklären.
Anders als der Betrachter des Bildes, kann der Stifter selbst, der ja auf dem rechten Auge blind ist, die himmlische Erscheinung nicht sehen, für ihn bleibt sie eine innere Vision.

### Farbe und Raum
Auffallend an der farblichen Gestaltung des Bildes ist die Vorherrschaft der Farbe grau, die in vielfältigen Abstufungen das Bild beherrscht und sich auch – in Farbton und Farbintensität abgewandelt – in den Gewändern der Heiligen und der glänzenden Rüstung des Herzogs wiederholt. Kontrastfarben sind – abgesehen von den zurückhaltenden Farbtönen der Marmorspiegel – nur die wenigen hellroten Farbakzente einzelner Gewänder und Details, der Orientteppich, auf dem der Thron der Madonna steht,  sowie der dunkle rotbraune Streifen am Gesims, der die Trennung von der Gewölbezone markiert.
Im Gegensatz zu niederländischen Altarbildern deutet in dem hier dargestellten Raum kaum etwas auf seine sakrale Bestimmung, es könnte auch ein Raum in einem weltlichen Palast sein. Von den beiden vorderen mächtigen Pfeilern, auf denen die Bögen des Gewölbes lasten, sind wegen der Verstümmelung des Bildes nur noch schmale Streifen bzw. Teile der Kapitelle zu erkennen.
Die Rückwände und die Wände der Apsis werden gegliedert durch kannelierte Pilaster, die verschiedenfarbige Marmorspiegel einfassen. Überwölbt wird die Apsis durch ein mächtiges kassettiertes Tonnengewölbe. Ungewöhnlich ist die riesige weiße Jakobsmuschel, die die Apsiskalotte ausfüllt. Die Muschel ist zwar ein Leitmotiv in der Baukunst der Renaissance, hier aber naturalistisch genau wie eine Muschelschale aus dem Meer ausgeführt. In der christlichen Symbolik ist die weiße Muschel ein Sinnbild für die Mutterschaft und Reinheit Marias: So wie die Muschel in sich die kostbare Perle trägt, so hat eine jungfräuliche Maria Jesus, den Sohn Gottes, in sich getragen.
Ein weiteres Symbol für Maria ist das auffällige, an einer Goldkette von der Apsismuschel herabhängende Straußenei. Das Ei ist in ein in vielen Religionen übliches Symbol mit einer Vielzahl von Bedeutungen. Im alten Ägypten war es Symbol für das Leben nach dem Tod, der Kirchenvater Augustinus deutet es als Symbol der Hoffnung. Für den Theologen Hugo von St. Viktor ist das Straußenei Symbol für Christi Tod und Auferstehung. Manche Interpreten deuten das Straußenei in Pieros Bild als Zeichen für die Unbefleckte Empfängnis Mariens.

## Nachwirkungen
Das Bild war das erste großformatige Altarbild Pieros. Es diente sofort vor allem in Mittel- und Oberitalien und besonders in Venedig als Modell für die Altarmalerei, wobei die Anzahl der Bilder vom Typ Sacra Conversazione kaum überschaubar ist. Piero hat hier zum ersten Mal mit der Tradition von mittelalterlichen Altarbildern gebrochen, in denen die Madonna und die Heiligen jeweils – in der Darstellungsform eines Triptychons oder Polyptychons – in eigenen Gehäusen dargestellt werden, und die Gruppe stattdessen in einem einheitlichen architektonischen Raum gemalt. Die mittelalterliche Bedeutungsperspektive, bei der die Größe der Figuren nach ihrem Rang und ihre Bedeutung gestaffelt ist, spielt hier keine Rolle mehr. Piero ordnet seine Gruppe nach den Regeln der Zentralperspektive, die Isokephalie – die gleiche Kopfhöhe der Figuren – erreicht er durch die unterschiedlichen Stufen des Bildraums.
Auch der gemalte Raum wurde von Piero nach Prinzipien angelegt, die er in seine theoretischen Auseinandersetzungen mit dem Problem perspektivischer Darstellung erarbeitet hatte, was zu verschiedenen Versuchen geführt hat, die Architektur der Pala mathematisch zu rekonstruieren. Auch diese Erneuerung wurde in Venedig übernommen und von Giovanni Bellini insofern perfektioniert, als er in seiner Pala di San Zaccaria von 1505 den realen Kirchenraum scheinbar in den gemalten Bildraum erweitert.

## Moderne Rezeption
Horst Antes schuf 1974 eine Farblithographie mit dem Titel Das Ei des Piero della Francesca.